# Resultados do Carnaval de Porto Alegre em 2009
Resultados do Carnaval de Porto Alegre em 2009. A campeã do grupo especial foi a Imperadores do Samba com o enredo, 150 Anos de História, Vermelho e Branco uma Só Paixão.

## Grupo Especial
| Colocação | Escola                        | Pontos | Nota      | Ref.  |
| --------- | ----------------------------- | ------ | --------- | ----- |
| 1º        | Imperadores do Samba          | 239,4  |           | [ 1 ] |
| 2º        | Império da Zona Norte         | 238,9  |           | [ 1 ] |
| 3º        | Estado Maior da Restinga      | 238,8  |           | [ 1 ] |
| 4º        | Imperatriz Dona Leopoldina    | 238,7  |           | [ 1 ] |
| 5º        | Bambas da Orgia               | 238,6  |           | [ 1 ] |
| 6º        | União da Vila do IAPI         | 238,1  |           | [ 1 ] |
| 7º        | Unidos de Vila Isabel         | 237,9  |           | [ 1 ] |
| 8º        | Acadêmicos de Gravataí        | 236,2  |           | [ 1 ] |
| 9º        | Protegidos da Princesa Isabel | 235,1  |           | [ 1 ] |
| 10º       | Acadêmicos de Niterói         | 234,3  |           | [ 1 ] |
| 11º       | Embaixadores do Ritmo         | 232,6  |           | [ 1 ] |
| 12º       | Academia de Samba Praiana     | 231,2  |           | [ 1 ] |
| 13º       | Unidos do Capão               | 230,9  | Rebaixada | [ 1 ] |
| 14º       | Acadêmicos da Orgia           | 227,9  | Rebaixada | [ 1 ] |

## Grupo de acesso
| Colocação | Escola                  | Pontos | Nota      | Ref.        |
| --------- | ----------------------- | ------ | --------- | ----------- |
| 1º        | Império do Sol          | 158,9  |           | [ 2 ] [ 4 ] |
| 2º        | Academia Samba Puro     | 156,9  |           | [ 2 ] [ 4 ] |
| 3º        | Realeza                 | 154,9  |           | [ 2 ] [ 4 ] |
| 4º        | Unidos da Vila Mapa     | 154,4  |           | [ 2 ] [ 4 ] |
| 5º        | Filhos da Candinha      | 151,8  |           | [ 2 ] [ 4 ] |
| 6º        | Fidalgos e Aristocratas | 149,1  | Eliminada | [ 2 ] [ 4 ] |
| 7º        | Imperatriz Leopoldense  | 145,4  | Eliminada | [ 2 ] [ 4 ] |

## Tribos
| Colocação | Tribo        | Pontos | Ref.  |
| --------- | ------------ | ------ | ----- |
| 1º        | Os Comanches | 152,4  | [ 2 ] |
| 2º        | Guaianazes   | 131,8  | [ 2 ] |